# 26. Flak-Division
A 26. Flak-Division (em português: Vigésima-sexta Divisão Antiaérea) foi uma divisão de defesa antiaérea da Luftwaffe durante a Alemanha Nazi, que prestou serviço na Segunda Guerra Mundial. Foi criada a partir da 4. Flak-Brigade.

## Comandantes
- Ernst Uhl - (1 de maio de 1944 - 1 de julho de 1944)[2]
- Rudolf Eibenstein - (1 de julho de 1944 - 28 de abril de 1945)[2]